# Like Toy Soldiers
Like Toy Soldiers är en låt av rap-artisten Eminem. Låten återfinns på albumet Encore som släpptes den 12 november 2004. Låten är inspelad och producerad helt av Eminem själv. Låten innehåller samplingar från Martikas Toy Soldiers (1989) och Paul Simons 50 Ways to Leave Your Lover (1975). En missuppfattning är att låten handlar om Eminems barndomsvän Proofs bortgång, men låten spelades in mer än ett år innan Proofs död. Proof medverkar även i låtens video. I låten berättar Eminem historien bakom ett flertal dispyter, däribland en mellan 50 cent och Ja Rule, samt en mellan Eminem och tidningen The Source. Låten avslutas med att Eminem erbjuder de andra parterna ett avslut av dispyterna.